# كسوف الشمس 22 يوليو 2028

مسار متحرك

سيحدث كسوف كلي للشمس في 22 يوليو 2028. سيعبر الخط المركزي لمسار الخسوف القارة الأسترالية من منطقة كيمبرلي في الشمال الغربي ويستمر في الاتجاه الجنوبي الشرقي عبر أستراليا الغربية والإقليم الشمالي وجنوب غرب كوينزلاند ونيو ساوث ويلز ، بالقرب من مدن ويندهام وكونونورا وتينانت كريك وبيردسفيل وبورك ودوبو ، وتستمر عبر وسط سيدني ، حيث سيستمر الكسوف لأكثر من ثلاث دقائق. كما ستعبر دنيدن بنيوزيلندا . ستكون الكلية قابلة للعرض أيضًا من منطقتين خارجيتين في أستراليا: جزيرة الكريسماس وجزيرة كوكوس (كيلينغ) .

## الخسوفات ذات الصلة

### كسوف الشمس في 2026-2029
هذا الكسوف هو جزء من سلسلة كسوف الشمس في 2026-2029. يتكرر الكسوف في كل 177 يومًا تقريبًا و 4 ساعات في العقد المتناوبة من مدار القمر.
| Ascending node                                                                                  | Ascending node                       |     | Descending node                   | Descending node |
| 121                                                                                             | كسوف الشمس 17 فبراير 2026 Annular    | 126 | كسوف الشمس 12 أغسطس 2026 Total    |                 |
| 131                                                                                             | كسوف الشمس 6 فبراير 2027 Annular     | 136 | كسوف الشمس 2 أغسطس 2027 Total     |                 |
| 141                                                                                             | كسوف الشمس 26 يناير 2028 Annular     | 146 | كسوف الشمس 22 يوليو 2028 Total    |                 |
| 151                                                                                             | 2029 January 14 [الإنجليزية] Partial | 156 | 2029 July 11 [الإنجليزية] Partial |                 |
| يحدث الكسوف الجزئي للشمس في 12 يونيو 2029 و 5 ديسمبر 2029 في مجموعة خسوف السنة القمرية التالية. |                                      |     |                                   |                 |

### ساروس 146
وهي جزء من دورة ساروس 146 تتكرر كل 18 سنة و 11 يوماً وتحتوي على 76 حدثاً.
- بدأت السلسلة بكسوف جزئي للشمس في 19 سبتمبر 1541.
- يحتوي على كسوف كلي من 29 مايو 1938 حتى 7 أكتوبر 2154
- الكسوف الهجين من 17 أكتوبر 2172 حتى 20 نوفمبر 2226
- الكسوف الحلقي من 1 ديسمبر 2244 حتى 10 أغسطس 2659.

تنتهي السلسلة في العضو 76 ككسوف جزئي في 29 ديسمبر 2893. كانت أطول مدة للإجمالي هي 5 دقائق و 21 ثانية في 30 يونيو 1992 .
| تحدث أعضاء السلسلة 21-37 بين عامي 1901 و 2200: | تحدث أعضاء السلسلة 21-37 بين عامي 1901 و 2200: | تحدث أعضاء السلسلة 21-37 بين عامي 1901 و 2200: |
| 21                                             | 22                                             | 23                                             |
| ---------------------------------------------- | ---------------------------------------------- | ---------------------------------------------- |
| </img> </br> 7 مايو 1902                       | </img> </br> 18 مايو 1920                      | </img> </br> 29 مايو 1938                      |
| 24                                             | 25                                             | 26                                             |
| </img> </br> 8 يونيو 1956                      | </img> </br> 20 يونيو 1974                     | </img> </br> 30 يونيو 1992                     |
| 27                                             | 28                                             | 29                                             |
| </img> </br> 11 يوليو 2010                     | </img> </br> 22 يوليو 2028                     | </img> </br> 2 أغسطس 2046                      |
| 30                                             | 31                                             | 32                                             |
| </img> </br> 12 أغسطس 2064                     | </img> </br> 24 أغسطس 2082                     | </img> </br> 4 سبتمبر 2100                     |
| 33                                             | 34                                             | 35                                             |
| </img> </br> 15 سبتمبر 2118                    | </img> </br> 26 سبتمبر 2136                    | </img> </br> 7 أكتوبر 2154                     |
| 36                                             | 37                                             |                                                |
| </img> </br> 17 أكتوبر 2172                    | </img> </br> 29 أكتوبر 2190                    |                                                |

### دورة ميتونيك
تكرر السلسلة ميتونيك كل 19 عامًا (6939.69 يومًا) ، وتستمر حوالي 5 دورات. تحدث الكسوف في نفس تاريخ التقويم تقريبًا. بالإضافة إلى ذلك ، تكرر سلسلة أوكتن الفرعية 1/5 من ذلك أو كل 3.8 سنوات (1387.94 يومًا). تحدث جميع الكسوفات في هذا الجدول عند العقدة الهابطة للقمر.
| 21 حدثًا بين 22 يوليو 1971 و 22 يوليو 2047 | 21 حدثًا بين 22 يوليو 1971 و 22 يوليو 2047 | 21 حدثًا بين 22 يوليو 1971 و 22 يوليو 2047 | 21 حدثًا بين 22 يوليو 1971 و 22 يوليو 2047 | 21 حدثًا بين 22 يوليو 1971 و 22 يوليو 2047 |
| من 21 إلى 22 يوليو                        | 9-11 مايو                                 | 26-27 فبراير                              | 14-15 ديسمبر                              | 2 - 3 أكتوبر                              |
| 106                                       | 108                                       | 110                                       | 112                                       | 114                                       |
| ----------------------------------------- | ----------------------------------------- | ----------------------------------------- | ----------------------------------------- | ----------------------------------------- |
| July 21, 1952                             | May 10, 1956                              | February 26, 1960                         | December 16, 1963                         | October 3, 1967                           |
| 116                                       | 118                                       | 120                                       | 122                                       | 124                                       |
| July 22, 1971 [الإنجليزية]                | May 11, 1975 [الإنجليزية]                 | February 26, 1979 [الإنجليزية]            | December 15, 1982 [الإنجليزية]            | October 3, 1986 [الإنجليزية]              |
| 126                                       | 128                                       | 130                                       | 132                                       | 134                                       |
| July 22, 1990 [الإنجليزية]                | May 10, 1994 [الإنجليزية]                 | February 26, 1998 [الإنجليزية]            | كسوف الشمس 14 ديسمبر 2001                 | كسوف الشمس 3 أكتوبر 2005                  |
| 136                                       | 138                                       | 140                                       | 142                                       | 144                                       |
| كسوف الشمس في 22 يوليو 2009               | كسوف الشمس 10 مايو 2013                   | كسوف الشمس 26 فبراير 2017                 | December 14, 2020 [الإنجليزية]            | كسوف الشمس 2 أكتوبر 2024                  |
| 146                                       | 148                                       | 150                                       | 152                                       | 154                                       |
| كسوف الشمس 22 يوليو 2028                  | May 9, 2032 [الإنجليزية]                  | February 27, 2036 [الإنجليزية]            | December 15, 2039 [الإنجليزية]            | October 3, 2043 [الإنجليزية]              |
| 156                                       |                                           |                                           |                                           |                                           |
| July 22, 2047 [الإنجليزية]                |                                           |                                           |                                           |                                           |

## روابط خارجية
- www.solar-eclipse.de - متوسط التغطية السحابية والمدن على طول مسار الكسوف
- http://eclipse.gsfc.nasa.gov/SEplot/SEplot2001/SE2026Feb17A. GIF
- مؤامرة كسوف ناسا